# Komoro
Komoro (japanska: 小諸市?, Komoro-shi) är en stad i Nagano prefektur i Japan, och ligger på ön Honshu. Komoro fick stadsrättigheter 1 april 1954.

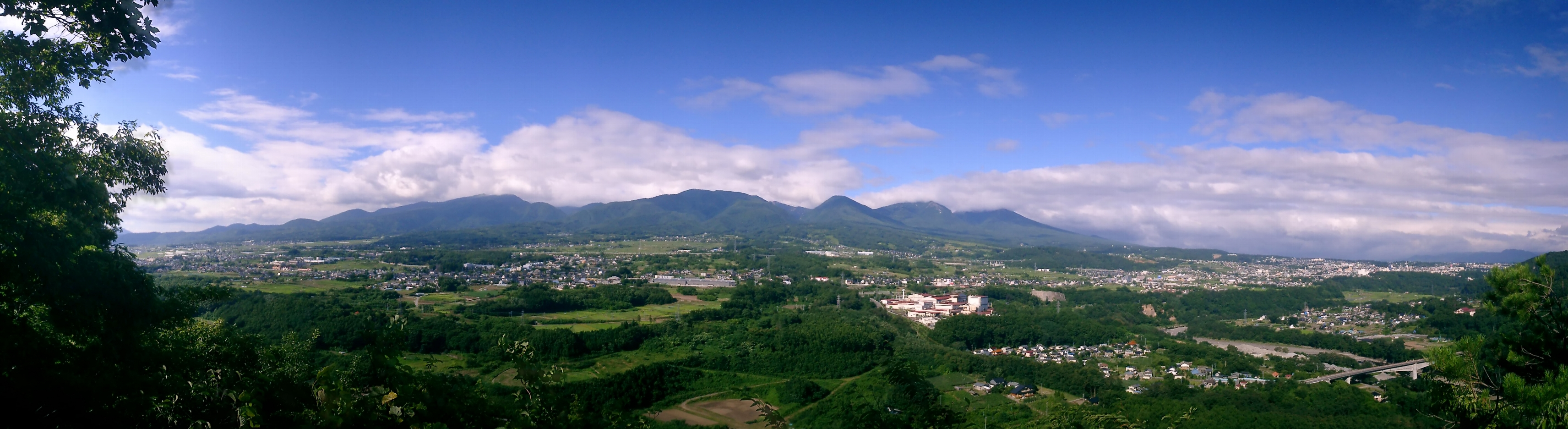
Vy över Komoro